# آندراس اشتهله
آندراس اشتهله (آلمانی: Andreas Stähle؛ زادهٔ ۱۴ فوریهٔ ۱۹۶۵) قایقران کانو اهل آلمان است.